# استجابة الحكومة البريطانية لوباء كوفيد-19

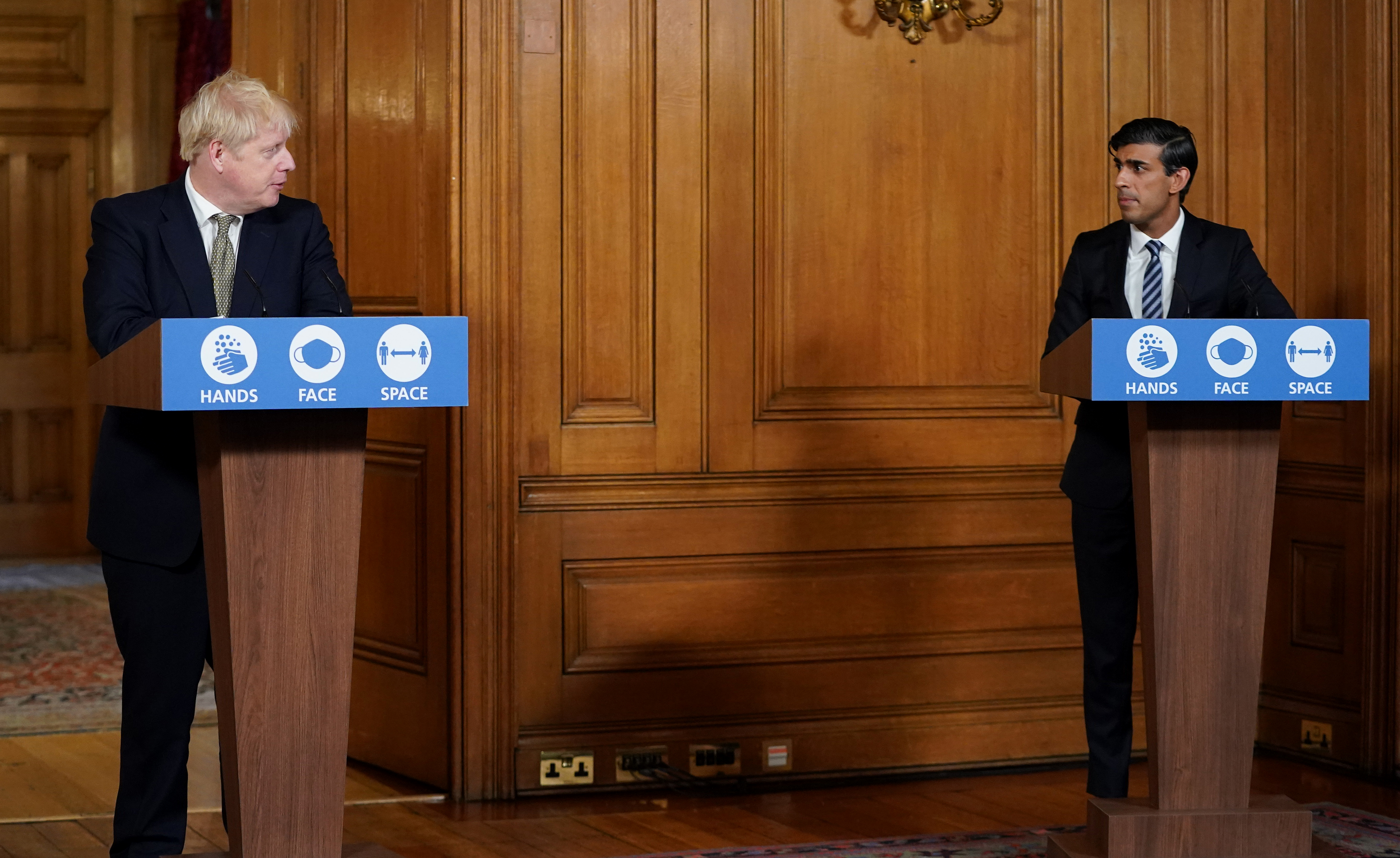
يعقد رئيس الوزراء بوريس جونسون مؤتمرًا صحفيًا حول فيروس كوفيد -19 مع وزير الخزانة ريشي سوناك وكبير المستشارين العلميين السير باتريك فالانس في 10 داونينج ستريت.

استجابةً لوباء كوفيد-19 في المملكة المتحدة، أدخلت حكومة المملكة المتحدة العديد من تدابير الصحة العامة والاقتصادية للتخفيف من تأثيره. يعني التفويض أن الاستجابات الإدارية للدول الأربع للوباء اختلفت؛ أنتجت الحكومة الاسكتلندية والحكومة الويلزية والسلطة التنفيذية لأيرلندا الشمالية سياسات مختلفة عن تلك المطبقة في إنجلترا. سنت أو أدخلت العديد من القوانين خلال الأزمة.
وضعت حكومة المملكة المتحدة خطة استجابة للجائحة في السنوات السابقة. استجابةً للحالات الأولى المؤكدة لكوفيد-19 في يناير 2020، قدمت المملكة المتحدة نصائح للمسافرين القادمين من البلدان المتضررة في أواخر يناير وفبراير 2020، وبدأت في تتبع الاتصال، على الرغم من التخلي عن ذلك لاحقًا. أدخلت الحكومة بشكل تدريجي المزيد من القيود المجتمعية على الجمهور مع انتشار الفيروس في جميع أنحاء البلاد في الأسابيع التالية، في البداية قاومت الإجراءات الأكثر صرامة التي أدخلت في أماكن أخرى في أوروبا وآسيا. أعلن رئيس الوزراء بوريس جونسون الإغلاق الوطني الأول في 23 مارس 2020 وأدخل البرلمان قانون فيروس كورونا 2020، الذي منح الحكومات سلطات الطوارئ وسلطات الشرطة لفرض تدابير الصحة العامة.
عندما بدأت الحكومات في رفع نظام البقاء في المنزل على الصعيد الوطني، تباينت السياسات والنهج بين الدول الأربع. اتبعت الحكومة الاسكتلندية بشكل فريد استراتيجية القضاء. في جميع أنحاء البلاد، أدخلت عمليات الإغلاق المحلية، وإجراءات التباعد الاجتماعي، وقوانين العزل الذاتي لأولئك المعرضين للفيروس والقواعد الخاصة بأقنعة الوجه، بالإضافة إلى الجهود المبذولة لتوسيع نطاق اختبار كوفيد-19 وتعقبه. في خريف وشتاء 2020، أدخلت المزيد من عمليات الإغلاق على مستوى البلاد استجابةً لارتفاع حالات كوفيد-19 ومتحور ألفا. بدأ برنامج التطعيم ضد كوفيد-19 في ديسمبر 2020. في منتصف عام 2021، رفعت الحكومة معظم القيود خلال الموجة الثالثة التي يقودها متحور دلتا، حتى أعادت خطة الشتاء تقديم بعض القواعد استجابة لمتغير أوميكرون في ديسمبر من ذلك العام. رفعت القيود المتبقية في إنجلترا اعتبارًا من 24 فبراير 2022 بموجب خطة العيش مع كوفيد التي أعلنتها الحكومة في ذلك التاريخ.
قدم الدعم الاقتصادي للشركات المتعثرة ولإجازة الموظفين للتخفيف من الآثار الاقتصادية الشديدة. كما أوقفت عملية الشراء في العقود استجابة لنقص معدات الوقاية الشخصية والمعدات الطبية، والقضايا الرئيسية في الأشهر الأولى من تفشي المرض، ولتطوير تطبيق تتبع جهات الاتصال.
واجهت استجابة حكومة المملكة المتحدة، ولا سيما توقيت إجراءات الصحة العامة التي يتم تقديمها ورفعها، انتقادات من مصادر طبية أكاديمية ووسائل إعلام وأقارب مرضى كوفيد -19 وشخصيات سياسية مختلفة. من المقرر أن يبدأ تحقيق عام في الرد في عام 2022.

## خطط الاستجابة الوبائية السابقة
نشرت استراتيجية التأهب لوباء الإنفلونزا في المملكة المتحدة في عام 2011 وحدثت في عام 2014، جنبًا إلى جنب مع مراجعة الإجراءات الطبية والاجتماعية المضادة المتاحة. نشرت إرشادات الإنفلونزا الوبائية في عام 2013 وحدثت في عام 2017، والتي تغطي إرشادات للمخططين المحليين وقطاعات الأعمال والإطار الأخلاقي لاستجابة الحكومة. جاء في التوجيه:
هناك اختلافات مهمة بين الأنفلونزا الموسمية العادية والأنفلونزا الوبائية. تفسر هذه الاختلافات لماذا نعتبر الأنفلونزا الوبائية تهديدًا خطيرًا. تعد الإنفلونزا الوبائية واحدة من أكثر التحديات الطبيعية خطورة التي من المحتمل أن تؤثر على المملكة المتحدة.
في عام 2016، نفذت الحكومة تمرين Cygnus، وهو محاكاة لمدة ثلاثة أيام لتفشي الإنفلونزا على نطاق واسع. وجد تقرير جمع في العام التالي من قبل Public Health England (ولكن لم يتم الإعلان عنه) وجود أوجه قصور في خطط الطوارئ ونقص الإشراف المركزي وصعوبة إدارة القدرات في دور الرعاية. في يونيو 2020، أخبر السكرتير الدائم في وزارة الخزانة توم سكولار والسكرتير الدائم لمكتب مجلس الوزراء أليكس تشيشولم لجنة الحسابات العامة أن الخدمة المدنية لم تضع بعد ذلك خطة للتعامل مع آثار الوباء على الاقتصاد.

## اللوائح والتشريعات
نشرت الحكومة لوائح الحماية الصحية (فيروس كورونا) لعام 2020 في 10 فبراير 2020، وهي أداة قانونية تغطي الإطار القانوني وراء استراتيجيات الاحتواء والعزل الأولية للحكومة وتنظيمها لرد الفعل الوطني على الفيروس في إنجلترا. وتشمل اللوائح الأخرى المنشورة تغييرات على أجر المرض القانوني (حيز التنفيذ في 13 مارس)، والتغييرات على بدل التوظيف والدعم والائتمان الشامل (أيضًا 13 مارس).
في 19 مارس، أصدرت الحكومة قانون فيروس كورونا 2020، الذي يمنح الحكومة صلاحيات طارئة تقديرية في مجالات NHS والرعاية الاجتماعية والمدارس والشرطة وقوات حرس الحدود والمجالس المحلية والجنازات والمحاكم. حصل القانون على الموافقة الملكية في 25 مارس 2020.
فرض إغلاق للحانات والمطاعم والمرافق الرياضية والترفيهية الداخلية في إنجلترا من خلال لوائح الحماية الصحية (فيروس كورونا وإغلاق الأعمال) (إنجلترا) لعام 2020.
كانت القيود المفروضة على التنقلات، باستثناء الأغراض المسموح بها، كما يلي:
- لوائح الحماية الصحية (فيروس كورونا، القيود) (إنجلترا) لعام 2020 (والتعديلات اللاحقة)
- منذ استبداله بلوائح حماية الصحة (فيروس كورونا، القيود) (رقم 2) (إنجلترا) لعام 2020
- لوائح الحماية الصحية (فيروس كورونا) (القيود) (اسكتلندا) لعام 2020
- لوائح الحماية الصحية (قيود فيروس كورونا) (ويلز) لعام 2020
- لوائح الحماية الصحية (قيود فيروس كورونا) (أيرلندا الشمالية) لعام 2020

في إنجلترا، اعتبارًا من 15 يونيو 2020، طلبت لوائح الحماية الصحية (فيروس كورونا، ارتداء أغطية الوجه في وسائل النقل العام) (إنجلترا) لعام 2020 من المسافرين في وسائل النقل العام ارتداء غطاء للوجه.
في 25 يونيو 2020، سن قانون إعسار الشركات والحوكمة لعام 2020 لتوفير حماية إضافية للشركات التي تواجه صعوبات مالية نتيجة لتأثيرات الوباء.